# 理查德·L·沃克
理查德·L·沃克（英語：Richard Louis "Dixie" Walker，1922年4月13日—2003年7月22日）美国学者、作家，1981年至1986年担任美国驻韩国大使。沃克曾任军队翻译，参与过二战和朝鲜战争。退伍后在耶鲁大学任教。1981年，他被总统罗纳德·里根选为驻韩国大使，期间获得多项荣誉。他以研究文化因素在国际关系中的作用而闻名，曾著有《共产主义下的中国：前五年》一书。